# Distrikt Tacabamba
Der Distrikt Tacabamba liegt in der Provinz Chota in der Region Cajamarca in Nordwest-Peru. Der Distrikt wurde am 13. Oktober 1891 gegründet. Er hat eine Fläche von 193 km². Beim Zensus 2017 wurden 17.008 Einwohner gezählt. Im Jahr 1993 lag die Einwohnerzahl bei 18.159, im Jahr 2007 bei 18.933. Sitz der Distriktverwaltung ist die 2059 m hoch gelegene Kleinstadt Tacabamba mit 3109 Einwohnern (Stand 2017). Tacabamba liegt knapp 20 km nordnordöstlich der Provinzhauptstadt Chota.

## Geographische Lage
Der Distrikt Tacabamba liegt in der peruanischen Westkordillere im zentralen Norden im Ostteil der Provinz Chota. Er hat eine Längsausdehnung in WNW-OSO-Richtung von etwa 31 km sowie eine maximale Breite von knapp 12 km. Durch den westlichen Teil des Distrikts fließt der Río Tacabamba, entlang der östlichen Distriktgrenze fließt der Río Llaucano nach Norden.
Der Distrikt Tacabamba grenzt im äußersten Westen an den Distrikt Cutervo (Provinz Cutervo), im Norden an die Distrikte Socota (ebenfalls in der Provinz Cutervo) und Anguía, im Osten an die Distrikte Chimban, Choropampa und Chadín sowie im Süden an die Distrikte Chalamarca, Conchán und Chiguirip.

## Persönlichkeiten
- Pedro Castillo, peruanischer Präsident seit 2021, wurde in Puña, einem Dorf mit 344 Einwohnern (Volkszählung 2017) im Distrikt Tacabamba, geboren.